# Mr. Lee Live
Mr. Lee Live ist ein Livealbum des deutschen Liedermachers Reinhard Mey zu der gleichnamigen Tournee 2017/2018.

## Inhalt
Vom Studioalbum Mr. Lee erklingen auf den Live-CDs 10 der 15 Titel. Hinzu kommen 14 Lieder aus Meys Standardrepertoire: Als Einstieg wählt er Spielmann. An das neue Hörst du, wie die Gläser klingen fügt er nahtlos das thematisch passende 51er Kapitän an.

## Titelliste
CD 1:
1. Ansage Victoria – 0:45
2. Spielmann – 6:16
3. So viele Sommer – 4:59
4. Mairegen – 6:20
5. Heimweh nach Berlin – 8:53
6. Hörst du, wie die Gläser klingen – 6:50
7. 51er Kapitän – 5:21
8. Serafina – 9:44
9. Im Goldenen Hahn – 6:20
10. Sei wachsam! – 5:35
11. Wenn Hannah lacht – 4:25
12. Lucky Laschinski – 6:56
13. Herr Fellmann, Bonsai und ich – 6:46

CD 2:
1. Ansage – 2:56
2. Wenn’s Wackersteine auf dich regnet – 5:18
3. Zeugnistag – 6:22
4. Dr. Brand – 4:12
5. Jahreszeiten – 6:25
6. Drei Jahre und ein Tag – 8:32
7. Über den Wolken – 5:35
8. What a Lucky Man You Are – 6:23
9. Mr. Lee – 5:40
10. Viertel vor sieben – 6:23
11. Und in der Uckermark – 9:01
12. Gute Nacht, Freunde – 3:59
13. Ausklang Mr. Lee instrumental – 4:17

## Produktion
Die Aufnahmen entstanden während der „Mr. Lee“-Tour 2017/18 unter der Tourneeleitung von Sali (Sali-Konzerte.de). Aufnahme, Mastering und Produktion übernahm Manfred Leuchter. Die Fotos von der Tour stammen von Hella Mey, Victoria-Luise Mey und Sali Aydin. Die Gestaltung der CD übernahm Dusan Totovic.

## Trivia
- Ähnlich wie beispielsweise Hannes Wader auf der CD Macht’s gut! platziert Mey seine Ansagen jeweils am Ende des vorangegangenen Liedes, so dass sie gegebenenfalls übersprungen werden können.
- Das Booklet enthält fast ausschließlich Fotos sowie ein Dankeschön Meys an seine Freunde.
- Meys Tochter übernimmt zu Beginn des Konzerts die Ansage, nach der Aufnahmen aller Art untersagt sind. Mey ermutigt das Publikum vor dem letzten Titel, jetzt zu fotografieren und zu filmen, da er sich bei Gute Nacht, Freunde nicht gestört fühle.